# Dragon (группа)
Dragon (с англ. — «Дракон») — новозеландская рок-группа, образованная в Окленде в январе 1972 года и с 1975 года базирующаяся в Сиднее, Новый Южный Уэльс, Австралия. Изначально фронтменом группы был певец Грэм Коллинз, но она добилась известности с певцом Марком Хантером и в настоящее время руководит его брат, бас-гитарист и соучредитель Тодд Хантер. Группа выступала и выпускала материал под названием Hunter в Европе и Соединенных Штатах в течение 1987 года.
Клавишник Пол Хьюсон написал или был соавтором большинства хитов группы 1970-х годов: «April Sun in Cuba» достигла 9-го места в Новой Зеландии и 2-го места в Австралии; «Are You Old Enough?» достигла 6-го места в Новой Зеландии и 1-го места в Австралии в 1978 году; а «Still in Love with You» достигла 35-го и 27-го места в каждой стране соответственно в том же году. Более поздние хиты, с момента перегруппировки группы в 1980-х годах, были написаны другими участниками группы, часто работающими с внешними партнерами: братья Хантер с партнершей Тодда Джоанной Пиготт написали «Rain», хит № 2 в 1983 году, в то время как другие, менее значительные хиты были написаны Хантерами и/или Аланом Мэнсфилдом, часто в сотрудничестве с любой комбинацией Пиготт, партнерши Мэнсфилд Шэрон О'Нил, партнерши Марка Хантера Венди Хантер или продюсерами Тоддом Рандгреном и Дэвидом Хиршфельдером.
Dragon пережил трагедию, невзгоды и известность, и три участника группы умерли от причин, связанных с наркотиками. Проблемы начались вскоре после прибытия группы в Сидней в конце 1975 года, когда все их оборудование было украдено. Несколько месяцев спустя, в 1976 году, барабанщик Нил Стори умер от передозировки героина. В следующем десятилетии, в 1985 году, Пол Хьюсон умер от передозировки наркотиков. Марк Хантер умер от рака горла, связанного с курением, в 1998 году. Несколько членов группы, включая Хьюсона и Марка Хантера, были заядлыми потребителями героина в период расцвета группы, и Королевская комиссия Стюарта (1980–1983), расследовавшая наркосиндикат Mr. Asia, получила доказательства того, что члены Dragon были его клиентами. Двое участников попали в серьезную автокатастрофу в 1977 году, когда шея Пола Хьюсона была в корсете, а также у него была сломана рука, а Роберту Тейлору требовалась пластическая операция, а Хьюсон также страдал от изнурительного сколиоза и артрита, боли от которых, как сообщается, способствовали его употреблению героина. Группа также предприняла провальный тур по США в 1978 году, выступая на разогреве у Джонни Винтера. Тур закончился тем, что Марк Хантер оскорбил техасскую аудиторию, назвав ее «педиками», и группу сбросили со сцены, в то время как группа Винтера, как говорят, делала ставки на то, сколько времени пройдет, прежде чем Хантера застрелят. 1 июля 2008 года Австралийская ассоциация звукозаписывающих компаний (ARIA) признала культовый статус группы, образованной в Окленде, в своей стране, включив Dragon в Зал славы ARIA.

## Характеристики
Название
Название «Dragon» появилось после того, как вокалист-основатель группы Грэм Коллинз ознакомился с картами Книги Перемен.

## Дискография
- Universal Radio (1974)
- Scented Gardens for the Blind (1975)
- Sunshine (1977)
- Running Free (1977)
- O Zambezi (1978)
- Power Play (1979)
- Body and the Beat (1984)
- Dreams of Ordinary Men (1986)
- Bondi Road (1989)
- Incarnations (1995)
- Sunshine to Rain (2006)
- Happy I Am (2009)
- It's All Too Beautiful (2011)
- Roses (2014)
- Life Is a Beautiful Mess (2018)
- Dragon Celebrates Countdown 80's UK Chartbusters (2018)